# Wurzeltrüffelverwandte
Die Wurzeltrüffelverwandten (Rhizopogonaceae) sind eine Familie von Pilzen in der Ordnung der Dickröhrlingsartigen (Boletales).

## Beschreibung
Der Fruchtkörper der Wurzeltrüffelverwandten ist unregelmäßig oder „kartoffelartig“ geformt und oft mit Rhizomorphen versehen. Das Peridium ist dick, gut entwickelt und nicht unterteilt. Die Gleba ist höhlenartig, teilweise verkleistert, und in kleine, unregelmäßig angeordnete Kammern geteilt; sie ist zunächst leer, später aber mehr oder weniger mit Sporen gefüllt. Das Hyphensystem ist monomitisch, mit dünn- bis leicht dickwandigen generativen Hyphen. Klammerverbindungen sind meist nicht vorhanden, ebenso wenig eine Columella, ein steriles, mehr oder weniger säulenförmiges Gebilde, das von unten in die Gleba ragt. Die Basidiosporen sind nicht deutlich abgesetzt, orthotrop (senkrecht von den Basidien abstehend), klein bis mittelgroß, würstchenförmig, zylindrisch oder breit oval, subhyalin (fast durchscheinend), blassgelb bis blassbraun, inamyloid und nicht dextrinoid. Die Wand ist weich und leicht verdickt. Es gibt kein auffallendes Myxosporium. Der Stielfortsatz ist sehr kurz. Die Basidien sind zylindrisch-keulenförmig bis flaschenförmig, oft in sich zusammenfallend oder sich auflösend, mit einer variablen Zahl von Sterigmata besetzt und meist vier-, sechs- oder achtsporig. Zystiden fehlen. Die hymenophorischen Trama sind eng, regelmäßig geformt und teilweise verkleistert oder ganz anders gestaltet. Die Cuticula der Peridien wird durch kriechende, schmale Hyphen gebildet.
Die Arten der Wurzeltrüffelverwandten leben unterirdisch, brechen zur Reife aber oft den Erdboden auf. Sie bilden mit Waldbäumen, normalerweise Nadelbäumen, Ektomykorrhizen.

## Verbreitung
Die Vertreter der Familie Rhizopogonaceae sind weltweit verbreitet.

## Systematik
Die Familie Rhizopogonaceae wurde von den Botanikern Ernst Albert Gäumann und Carroll William Dodge 1928 in Comparative Morphology of Fungi auf Seite 468 aufgestellt. Typusgattung ist Rhizopogon Fr. 1817.
Die Familie Rhizopogonaceae enthält nur zwei Gattungen mit etwa 151 Arten:
- Rhizopogon Fr. 1817
- Rhopalogaster J.R.Johnst. 1902

Die Gattung Fevansia, früher der Familie Rhizopogonaceae zugeordnet, wurde 2013 aufgrund phylogenetischer Untersuchungen in die Familie der Albatrellaceae eingeordnet.